# Prefa Přeštice
Prefa Přeštice byl výrobní závod, který produkoval především stavební výrobky z betonu. Prefa Přeštice se stala symbolem modernizace zejména panelové výstavby. V období fungování závodu Prefa Přeštice, od 50. let do 90. let 20. století, se Přeštice staly jedním z center výroby moderních prefabrikátů.

## Počátky
Po 2. světové válce se měnil v republice i stavební průmysl. Stavební podniky byly začleněny do národního podniku Československé stavební závody a začaly se vytvářet také podniky, které se věnovaly výrobě stavebního materiálu. Modernizace stavebnictví společně s plánovaným hospodářstvím se projevila také nedaleko Plzně v Přešticích. Tehdy zde vznikla na základě plánovaného hospodářství na místě zastaralé cihelny i výrobna betonářského zboží Prefa Přeštice a to přesto, že zde nebyl k dispozici potřebný materiál. Na počátku se podnik zabýval výrobou betonových stropních překladů a betonových desek.

## Počátky historie
V rámci plánovaného hospodářství vznikl v Přešticích obrovský, několikahektarový areál, ve kterém pracovalo asi šest set pracovníků, kteří vyráběli prefabrikáty např. pro plzeňská sídliště (Bory, Slovany, Skvrňany, a další) a později i pro další stavby.
V roce 1959 spadala Prefa Přeštice pod generální ředitelství prefabrikátů, které mělo sídlo v Bratislavě. V té době měla Prefa více než dva tisíce zaměstnanců ve dvaceti provozovnách v západočeském a jihočeském kraji, např. v Chebu, Karlových Varech, Toužimi, Zbůchu, Ražicích, nebo ve Veselí nad Lužnicí a Písku, ale také v Praze.

## Stavby a výrobky
Sortiment samotné výroby se postupně rozšiřoval, vyráběly se zde schodiště a stropy a později se zde začala vyrábět železobetonová bytová jádra, která nahradila umakartová jádra, která nevyhovovala zejména z hygienických hledisek. Vyrábět se začaly i prvky pro mimořádné stavby, které se vymykaly běžné prefabrikaci, tedy nejen obvodový plášť, ale i různé speciality. Byl to např. Dům kultury v Plzni, onkologický pavilon nemocnice na Bulovce, hotel Praha v Praze nebo Kongresové centrum Praha v Praze. Výroba se zaměřila také na zemědělství pro které se vyráběly různé prvky, např. pro kravíny, bramborárny nebo silážní jámy.
Vše se vyrábělo z betonových dílců formou takzvaného montovaného skeletu. Specialitou byla i betonová dlažba, chodníky nebo takzvaný terasový, tedy leštěný a broušený beton, který se používal na schodiště.

## Provozovny
Mimo Přeštice měla Prefa i celou řadu dalších provozů. V závodě v nedalekém Zbůchu se dělal pohledový beton a hodně výrobků se vyrábělo také ve Veselí nad Lužnicí. V sedmdesátých letech Prefa postavila výrobu pórobetonu v Chlumčanech a později provozovnu v Kaznějově a společně se zde vyráběly zdící materiály.
V samotných Přešticích se mimo výrobu betonářského zboží nacházela také celopodniková doprava, učňovské středisko a dílny.